# Albeștii de Argeș (gmina)
Albeștii de Argeș – gmina w Rumunii, w okręgu Ardżesz. Obejmuje miejscowości Albeștii Pământeni, Albeștii Ungureni, Brătești, Doblea, Dobrotu, Dumirești i Florieni. W 2011 roku liczyła 5456 mieszkańców.